# Rainer Küschall
Rainer Küschall (* 17. April 1947 in Flims) ist ein Schweizer Tetraplegiker, Rennfahrer, Erfinder und Designer.

## Unfall
Im Alter von 16 Jahren zog sich Küschall 1963 beim Tauchen in einem Pool eine schwere Verletzung der Halswirbelsäule auf der Ebene der C4-C6-Wirbel zu. Damals existierten noch keine Möglichkeiten zur Behandlung von Tetraplegie, weshalb er die darauffolgenden zwei Jahre bettlägerig in diversen Spitälern und Heimen verbringen musste. Danach kam Küschall in Kontakt mit dem Neurologen und Neurochirurgen Ludwig Guttmann, der das Stoke Mandeville Hospital aufbaute. Guttmann setzte Küschall erstmals in einen Rollstuhl, gefolgt von einer schweren Rehabilitation.

## Karriere
Nach vielen Jahren der Rehabilitation und des Sports begann Küschall im Jahr 1976 seinen ersten Job als Büroangestellter. Für ihn erwies sich diese Arbeit jedoch als unmöglich, weswegen er bereits nach zwei Monaten kündigte. Zu Hause beschäftigte er sich mit einem alten Rollstuhl und verbesserte diesen durch einige elementare Veränderungen. Dies mündete schliesslich in die Gründung der Küschall AG. 1976 begann Küschall mit der ersten Serienproduktion von Rollstühlen, zuerst aus dem Wohnzimmer heraus, später in einem Fabrikgebäude. Nach einer schweren Infektion mit Koma 1996 verkaufte Küschall sein Unternehmen an Invacare, ein grosses Reha- und Hygieneunternehmen aus den USA. Nach einigen Jahren erholte sich Küschall und übernahm als Research-and-Development-Direktor die Verantwortung für Technik und zukünftige Produkte des Unternehmens.

## Erfindung des Monotube-Designs
Bis in die achtziger Jahre hinein waren Rollstühle schwere Krankentransportgeräte, die vom Nutzer selbst kaum bewegbar waren. Im Jahr 1985 entwarf Rainer Küschall einen komplett neuen Rollstuhl namens Competition, der nur noch 14 statt der zuvor üblichen 25 Kilogramm wog und ein um 40 Prozent geringeres Gesamtvolumen aufwies. Durch Gewichtsreduzierung und neue Einstellungsmöglichkeiten für die Sitzposition erweiterte er den Aktionsradius und die Mobilität eines Rollstuhls und begründete das heute gängige Monotube-Design. Das Competition getaufte Produkt (in den USA als Champion 3000 auf dem Markt) war zur damaligen Zeit eine Revolution und stellt bis heute das weltweit meistkopierte Grunddesign für Rollstühle dar. 1986 erhielt Küschall den renommierten Award des Museum of Modern Art verliehen. Der Competition-Rollstuhl war das erste medizinische Gerät, das in die Sammlung des MoMA aufgenommen wurde und dort seither ausgestellt wird. Ein Nachfolgemodell wiegt nur noch 6,7 Kilogramm.

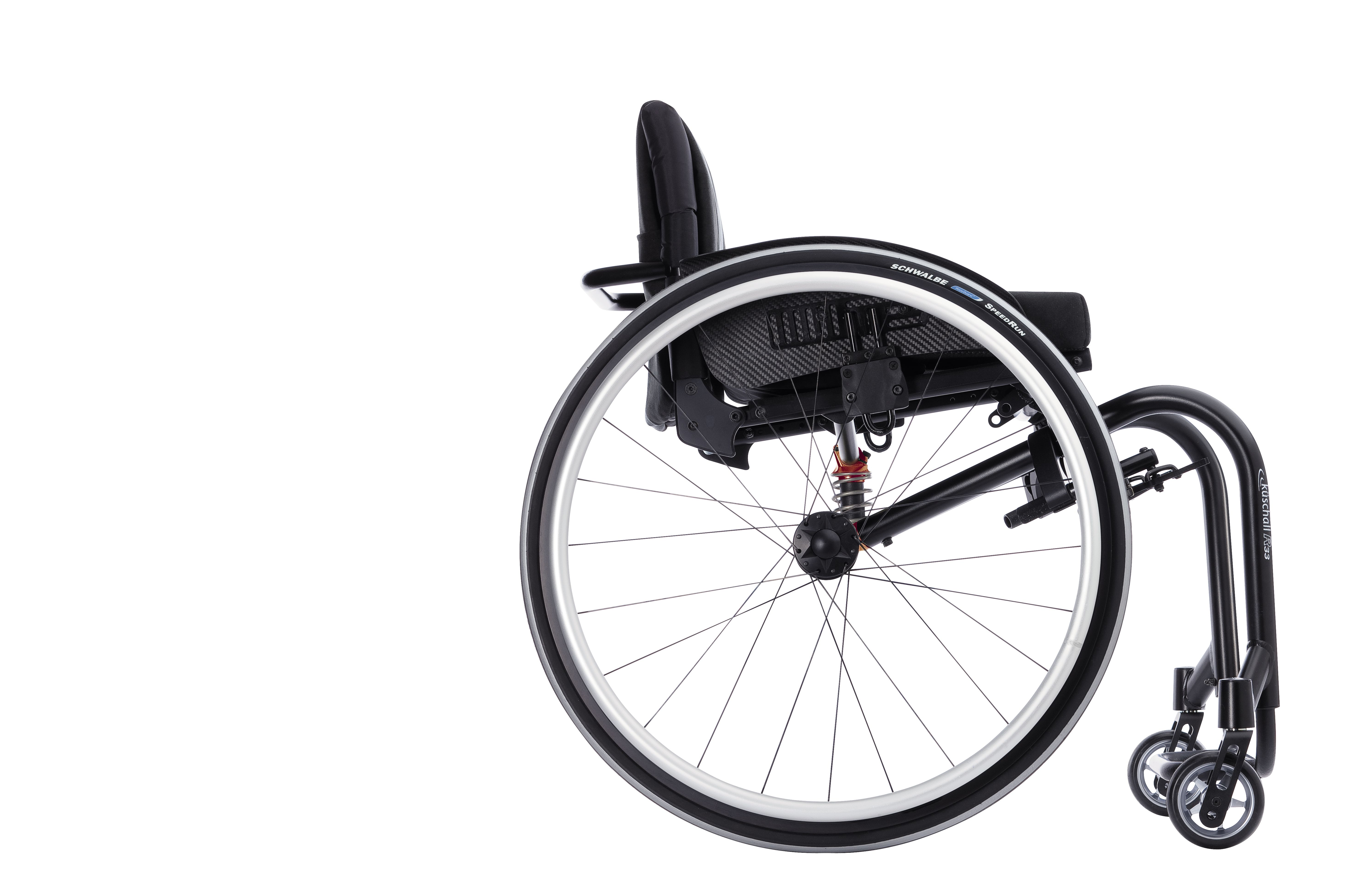
Aktivrollstuhl von Küschall im Monotube-Design
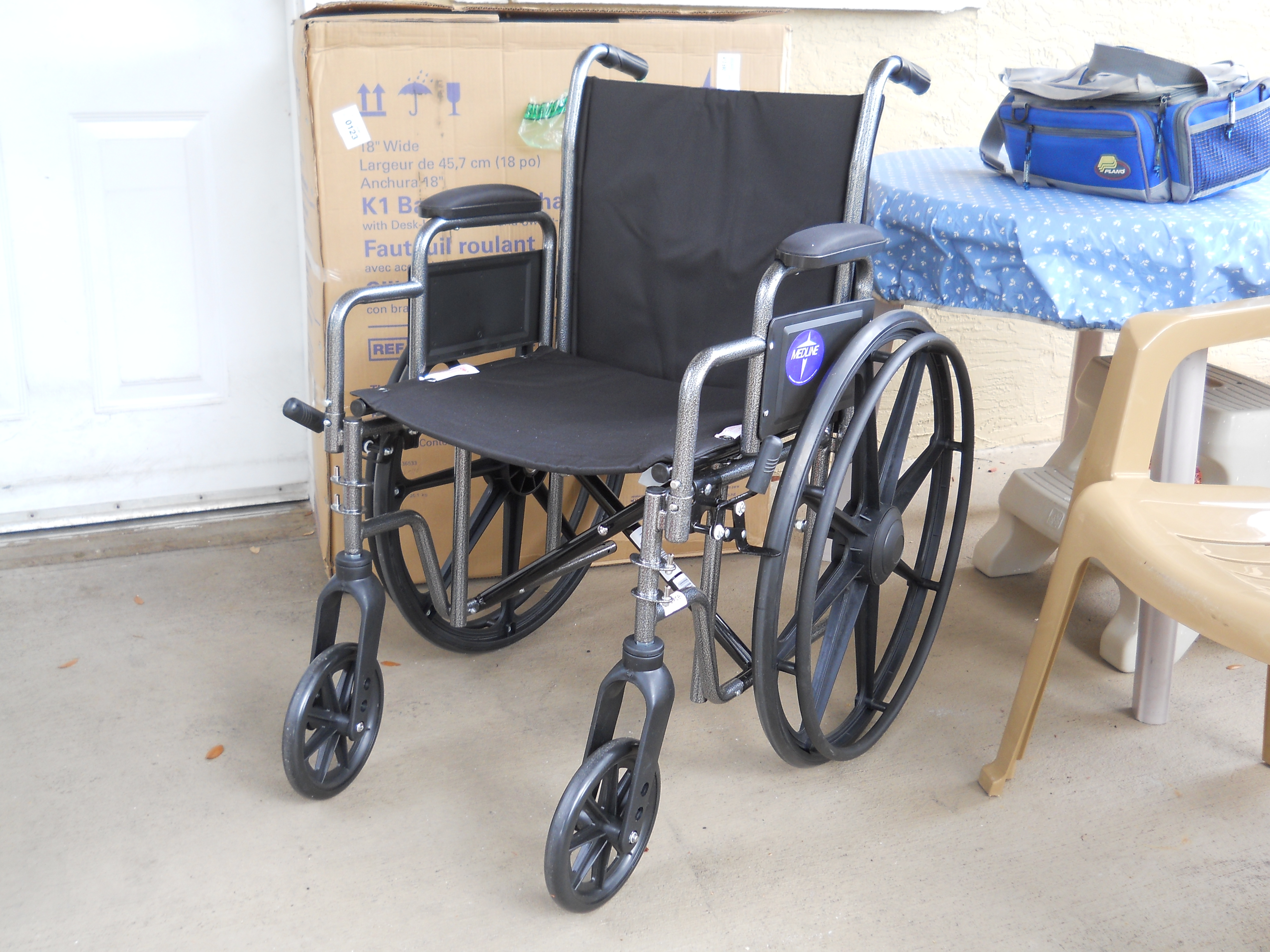
Aktivrollstuhl im alten Kastendesign

## Sportliche Karriere
Während der Rehabilitation im Stoke Mandeville Hospital in den sechziger Jahren begann Küschall, Tischtennis zu spielen, und nahm 1968 zum ersten Mal an den Sommer-Paralympics teil. Ab 1982 widmete er sich Rollstuhlrennen und war über beinahe jede Distanz mehrfacher Weltrekord-Halter. Bis zum Ende seiner paralympischen Sportkarriere im Jahr 1992 gewann Küschall insgesamt 21 paralympische Medaillen und war fünfmal Weltmeister.
Im Jahr 2002 erstand Küschall eine AC Cobra 427 und fährt seither als erster Schweizer Tetraplegiker mit einer internationalen Lizenz Autorennen.